# Lucio Licinio Lucullo (console 151 a.C.)
Lucio Licinio Lucullo  (in latino Lucius Licinius Lucullus; fl. II secolo a.C.) è stato un politico e militare romano, homo novus e console nel 151 a.C..

## Biografia
Fu imprigionato dai tribuni per aver cercato di esigere in maniera troppo dura un'imposta per le truppe.  Nel raggiungere l'Hispania, si dispiacque nello scoprire che i Celtiberi avevano raggiunto una pace, e attaccò i Vaccei e i Cauci, massacrando i secondi dopo averci raggiunto un accordo. Fu coinvolto anche nella guerra lusitana.
Fu il padre di Lucio Licinio Lucullo, pretore nel 104 a.C. e comandante militare nella seconda guerra servile e nonno del famoso dux Lucio Licinio Lucullo, console nel 74 a.C. e di Marco Terenzio Varrone Lucullo, console nel 73 a.C.